# Ruth J. Simmons

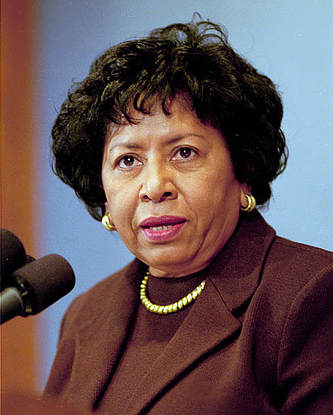
Ruth J. Simmons

Ruth J. Simmons (* 3. Juli 1945 in Grapeland, Texas) ist eine US-amerikanische Romanistin, Hochschullehrerin, von 2001 bis 2012 Präsidentin der Brown University und damit die erste afroamerikanische Universitätspräsidentin einer der Spitzenuniversitäten der Ivy League.

## Biografie
Ruth Simmons ist eine Ururenkelin von Sklaven, die als jüngstes von zwölf Kindern auf einer Farm aufwuchs, und studierte nach dem Schulbesuch an der Dillard University in New Orleans. Ihr Studium schloss sie 1967 mit einem Bachelor of Arts ab. Ein anschließendes postgraduales Studium an der Princeton University beendete sie 1970 mit einem Master of Arts, ehe sie 1973 einen Philosophiae Doctor (Ph.D.) im Fach Romanische Literaturwissenschaft an der Harvard University erwarb.
1983 nahm sie den Ruf als Professorin für romanische Sprachen an der Princeton University an. Sie unterrichtete dort bis zu ihrer Ernennung zum Provost des Spelman College in Georgia im Jahr 1990. 1992 wurde sie Vize-Provost der Princeton University, ehe sie zwischen 1995 und 2001 als Präsidentin des Smith College in Northampton (Massachusetts) fungierte.
Daneben ist sie in der Privatwirtschaft tätig und war zwischen 1997 und 2007 Vorstandsmitglied von Pfizer. 1999 wurde sie darüber hinaus Vorstandsmitglied von Texas Instruments. Sie ist außerdem seit 2000 Mitglied des Vorstands von Goldman Sachs.
Am 14. Oktober 2001 wurde Ruth Simmons als Nachfolgerin von Gordon Gee Präsidentin der Brown University in Providence, während Gee wiederum Kanzler der Vanderbilt University wurde. Als Präsidentin initiierte sie ein ehrgeiziges Programm zum Fundraising um die Finanzausstattung der Brown University zu verbessern (Boldly Brown: The Campaign for Academic Enrichment). Als Ziel wurde die Summe von 1,4 Milliarden US$ projektiert. Im Jahr 2005 konnte Simmons den Unternehmer und ehemaligen Brown-Studenten Sidney Frank dazu bewegen 120 Millionen US$ für wissenschaftliche Programme und Stipendien bei Brown zu spenden. Im Jahr 2007 spendete der Unternehmer Warren Alpert 100 Millionen US$. Ihm zu Ehren wurde die Brown Medical School in The Warren Alpert Medical School of Brown University umbenannt. In einer Presseveröffentlichung vom 22. Mai 2009 gab der Universitätskanzler Thomas J. Tisch bekannt, dass die Zielmarke von 1,4 Milliarden US$ Spendengeldern schon vor dem ursprünglich anvisierten Termin, dem 31. Dezember 2010, erreicht worden war.
Ruth Simmons ist Mitglied der American Academy of Arts and Sciences, der American Philosophical Society, des Treuhandgremiums der Carnegie Corporation sowie des Council on Foreign Relations. 2004 unterstützte sie Carol Moseley Braun bei deren erfolgloser Bewerbung um die demokratische Nominierung für die US-Präsidentschaftswahl. Daneben wurden ihr zahlreiche Ehrendoktorwürden verliehen.